# Лук кокандский
Лук кокандский (лат. Allium kokanicum) — многолетнее травянистое растение, вид рода Лук (Allium) семейства Луковые (Alliaceae).

## Распространение и экология
В природе ареал вида охватывает Памиро-Алай, Джунгарский Алатау и Тянь-Шань.
Произрастает на каменистых и скалистых склонах в верхнем поясе гор.

## Ботаническое описание
Многолетнее травянистое растение.
Луковицы цилиндрически-конические, диаметром 0,75–1,5 см, с бурыми кожистыми, цельными оболочками, по нескольку прикреплены к короткому корневищу. Стебель высотой 5–40 см, при основании одетый гладкими влагалищами листьев.
Листья в числе 2–4, нитевидные, желобчатые, шириной 0,5–1 мм, ресничато-шероховатые.
Чехол остающийся, равен или реже немного длиннее зонтика, с носиком равным или в два раза превышающим основание чехла. Зонтик полушаровидный или шаровидный, обычно немногоцветковый, густой. Листочки колокольчатого околоцветника розовые с пурпурной жилкой, длиной 4–5 мм, островатые, почти равные. Нити тычинок на четверть или в полтора раза длиннее листочков околоцветника, при самом основании между собой и с околоцветником сросшиеся, пурпурные, наружные шиловидные. Столбик выдается из околоцветника.
Коробочка немного короче околоцветника.

## Таксономия
Вид Лук кокандский входит в род Лук (Allium) семейства Луковые (Alliaceae) порядка Спаржецветные (Asparagales).
|  |                                      |  |                                                             |                                                             |                   |  | ещё 24 семейства (согласно Системе APG II) | ещё 24 семейства (согласно Системе APG II) |                     |  |  |  | ещё более 870 видов |
|  |                                      |  |                                                             |                                                             |                   |  | ещё 24 семейства (согласно Системе APG II) | ещё 24 семейства (согласно Системе APG II) |                     |  |  |  | ещё более 870 видов |
|  |                                      |  |                                                             | порядок Спаржецветные                                       |                   |  |                                            |                                            | род Лук             |  |  |  |                     |
|  |                                      |  |                                                             | порядок Спаржецветные                                       |                   |  |                                            |                                            | род Лук             |  |  |  |                     |
|  | отдел Цветковые, или Покрытосеменные |  |                                                             |                                                             | семейство Луковые |  |                                            |                                            | вид Лук кокандский  |  |  |  |                     |
|  | отдел Цветковые, или Покрытосеменные |  |                                                             |                                                             | семейство Луковые |  |                                            |                                            |                     |  |  |  |                     |
|  |                                      |  | ещё 44 порядка цветковых растений (согласно Системе APG II) | ещё 44 порядка цветковых растений (согласно Системе APG II) |                   |  |                                            | ещё около 300 родов                        | ещё около 300 родов |  |  |  |                     |
|  |                                      |  |                                                             | ещё 44 порядка цветковых растений (согласно Системе APG II) |                   |  |                                            |                                            | ещё около 300 родов |  |  |  |                     |